# ورخنیه آبدریاشوو
ورخنیه آبدریاشوو (به لاتین: Verkhneye Abdryashevo) یک منطقهٔ مسکونی در روسیه است که در باشقیرستان واقع شده‌است.